# История рядового Джо
«История рядового Джо» (англ. The Story of G.I. Joe) — американский военный фильм 1945 года, снятый режиссёром Уильямом Уэллманом. Фильм повествует историю роты C 18-го пехотного полка армии США, рассказанную глазами военного корреспондента Эрни Пайлом, сопровождавшего подразделение в операциях в Тунисе и Италии во время Второй мировой войны. Фильм был номинирован на четыре премии «Оскар».
В 2009 году внесён в Национальный реестр фильмов библиотекой Конгресса.

## Сюжет
1943 год. Северная Африка. Военный корреспондент Эрни Пайл присоединяется к личному составу роты C 18-го пехотного полка, которая ждёт подкрепления для отправки на линию фронта. Новобранцы роты C принимают «боевое крещение» в сражении в Кассеринском проходе. Военный корреспондент знакомится с бойцами роты, о которых будет писать в прессе. После отступления американских войск военный корреспондент теряет связь с ротой C. Новая встреча со знакомой ему ротой произошла, когда американские войска вели наступление в Италии. Он наблюдает, как закалённые в боях солдаты роты C умело ведут городские бои против немцев в небольшом итальянском городе. После заслуженного отдыха американские войска продолжают своё наступление в Италии. Вскоре американское наступление застопорилось под аббатством Монте-Кассино. Находясь с ротой C, военкор стойко переносит все тяготы войны и ежедневно узнаёт о гибели новобранцев и опытных бойцов подразделения. Эрни Пайл узнаёт от своих коллег репортёров о вручении ему Пулитцеровской премии. В результате начавшегося штурма хорошо укреплённых руин аббатства вершина неприступной горы была взята американскими войсками. При штурме Монте-Кассино рота C, как и весь 18-й пехотный полк, понесла больше потери в личном составе, включая командира роты — капитана Билла Уокера. Энли Пайл присоединяется к остаткам 18-го пехотного полка, который в составе войск продолжает движение в направлении Рима.

## В ролях
| Актёр            | Роль                                  |
| ---------------- | ------------------------------------- |
| Бёрджесс Мередит | военный корреспондент Эрни Пайл       |
| Роберт Митчем    | лейтенант / капитан Билл Уокер        |
| Фредди Стил      | сержант Стив Варники                  |
| Уолли Касселл    | рядовой Дондаро                       |
| Джимми Ллойд     | рядовой Спенсер                       |
| Джон Р. Рейли    | рядовой Роберт Мерфи                  |
| Уильям Мерфи     | рядовой Чарльз Мью                    |
| Уильям Селф      | рядовой Куки Хендерсон (нет в титрах) |

## Съёмочная группа
- Режиссёр: Уильям Уэллман
- Продюсер: Лестер Коуэн
- Сценаристы: Леопольд Атлас, Филип Стивенсон, Гай Эндор, Алан Ле Мэй (нет в титрах)
- Оператор: Расселл Метти
- Композитор: Луис Эпплбаум, Энн Роннелл

## Награды и номинации
- New York Film Critics Circle — номинации (1945)
- Национальный совет кинокритиков США — награда (1945)
- Оскар — номинации (1946)
- Венецианский кинофестиваль — номинация (1947)
- Национальный совет по сохранению фильмов[англ.] — награда (2009)[4]